# Kinesisk science fiction
Kinesisk science fiction som egen genre har en drygt 100-årig historia. Vägen som ledde fram till en modern kinesisk sf-litteratur var dock väl beredd genom en lång tradition av fantastiska berättelser inom kinesisk litteratur. Utvecklingen fick en extra skjuts av det ivriga intresset för Västerlandet som fanns i slutet på 1800-talet och början av 1900-talet. Det var science fiction, framsprungen som ett kulturfenomen ur Västeuropas industriella revolution, som tilldrog sig kinesisk uppmärksamhet.
Dess popularitet har dock under det gångna seklet gått i kraftiga vågor, vilka påverkats av för tillfället rådande politiska stämningar och åtgärder. Under nedgångsperioderna på fastlandet har verksamhet i Taiwan och Hongkong bibehållit kontinuiteten.

## Tidiga översättningar
Liang Qichao var först med att introducera science fiction i Kina med sin översättning av Jules Vernes "Fifteen Little Heroes" till klassisk kinesiska (wen yan wen). Fjärde maj-rörelsen inkluderade med sitt förespråkande av de kulturella idealen hos demokrati och vetenskap, genrens framsteg. Många berömda kinesiska lärde översatte och skrev egen science fiction.
År 1903 översatte, Lu Xun, en ung utlandsstudent vid Hong Wen Institutet i Japan, Jules Vernes "The Cannon Club" och "Resan till Jordens medelpunkt" från japanska till klassisk kinesiska. Lu Xun modifierade sedan också dessa till en annan traditionell kinesisk stil (zhang wei ban) och lade till förklarande noter. Han gav dessa berättelser en helt litterär kinesisk form. Han översatte många av Vernes och H.G. Wells' klassiska berättelser, och förde fram SF genom att publicera sina magasin. 

## Tidig inhemsk kinesisk SF
Det anses allmänt att Kinas första originalverk inom science fiction var "Yueqiu Zhimindi Xiaoshuo" (月球殖民地小說) ("Månkolonin"), publicerad som en serie år 1904 i magasinet Portrait Fiction. Författarens pseudonym var "Huang Jiang Diao Sou" (荒江釣叟) ("Ensliga Flodens Gammelfiskare").
Kinas tidigaste rent litterära tidskrift, "Xiao Shuo Lin" (小說林) ("Historieskogen"), grundad av Xu Nianci (徐念慈), publicerade inte bara översatt science fiction, utan även en originalberättelse "Xin Faluo Xiansheng Tan" (新法螺先生譚) ("Nye Herr Tan Triton"). Den namnkunnige skriftställaren Lao She satte också ihop en berättelse kallad "Mao Cheng Ji" (貓城記) ("Sagan om Kattstaden") som innehöll SF-typiska detaljer.

## 1949
Då Folkrepubliken Kina grundades 1949, fortsatte science fiction-litteraturen att blomstra. Snart därefter kom sovjetisk SF att översattas i ansenliga mängder. Det sovjetiska inflytandet medförde också att den kinesiska Ungdomspressen systematiskt publicerade urval av Vernes SF under 1950-talet och in på 60-talet. Under denna period antog genren ett populärvetenskapligt synsätt och inriktade huvuddelen av sitt material mot yngre läsare. Förutom att popularisera vetenskap, blev SF en plattform för att skönmåla landets underbara socialistiska framtid. Temat fick jämförbar stil som den samtida socialistiska litteraturen i Sovjetunionen.
Under Kulturrevolutionens tio år stagnerade science fiction i Kina totalt.

## 1978
I mars 1978 höll Centralkommittén i Kinas kommunistiska parti och Statsrådet en nationell vetenskaplig kongress i Beijing, och utropade att "Vetenskapens vår har kommit" till Kina. På detta följde vetenskaplig entusiasm och populärvetenskap, vilket märkbart främjade science fictions utveckling i Kina. Publiceringen av Ye Yonglies "Xiao Lingtong's Resor i Framtiden" (小灵通漫游未来) markerade science fiction-litteraturens återfödelse i Kina, till en glansperiod som skulle vara i bara drygt fem år. Antalet inhemska SF-boktitlar stannade runt 1 000.
Under åren 1978 -1983 fann SF också uttryck i andra media, som film, TV-produktion, radio-sändning och komiska äventyrsserier. Perioden upplevde även en vida spridd utgivning av utländsk SF i Kina. Bland de många berömda författarna från världens alla hörn som då kom att nå en kinesisk läsekrets återfinns Mary Shelley, Robert Heinlein, Isaac Asimov, Jack Williamson, Poul Anderson, Michael Crichton, Clifford Simak, Frederik Pohl, Arthur C. Clarke, Brian Aldiss, Alexander Belajev och Komatsu Sakyo.

### Några kända kineser och titlar under perioden
- Zheng Wenguang (1929-2003), som har kallats kinesisk SF:s fader, ägnade sig åt att skriva science fiction på 1950-talet och tog sig åter an denna uppgift på 70-talet. Han skapade många viktiga SF-arbeten. 1980 blev han medlem av World SF Association. Några representativa arbeten är Feixiang Renmazuo "Framåt mot Sagittarius" (1979) och "Flying to the Centaur", medan det i väst mest kända troligen är "The Mirror Image of the Earth".
- Meng Weizai med Fangwen Shizongzhe "Calling on the missing people" (1981)
- Wei Yahua med Wenrou Zhixiangde Meng "Conjugal happiness in the arms of Morpheus" (1981)
- Ye Yonglie med Heiying "Den svarta skuggan" (1981)
- Tong Enzheng (1935-1997)skrev novellen "Dödsstrålen på en korallö", som gav manus till Kinas första SF-film.
- Liu Xingshi
- Wang Xiaoda med Shenmi Debo "Den mystiska vågen" (1980)
- Ni Kuang är en av de mest produktiva författarna, med bland andra Lan Xue Ren ("Blue Blood Man").

### Kehuan shijie
1978 grundades också publikationen "Scientific Literature", vilken blev den mest betydande SF-tidskriften. Dess redaktionslokal låg i Chengdu, Sichuan. Namnet ändrades senare till månatliga Kehuan shijie ("Science fiction-världen"). På det tidiga 1990-talet växte den till att bli den mest spridda sf-publikationen. På dess sidor syntes en stor grupp av framstående kinesiska science fiction-författare, bland andra Xing He, Liu Cixin, Wang Jinkang, Qian Lifang, He Xi. Magasinet presenterade också betydelsefulla utländska science fiction-författare och därtill populärvetenskap.

### Kampanjen mot andlig förorening
Anti-Spiritual Pollution Campaign var en kinesisk politisk kampanj som pågick från oktober 1983 till februari 1984. Den hade initierats av politiska falanger inom Kinas kommunistiska partis ledarskikt, som fruktade spridning av västliga liberala idéer bland befolkningen till följd av deras tämligen färska ”öppna dörrens politik”.
Under kampanjen satte Biao Qian etiketten "andlig förorening" på science fiction i en gest, som fick grava följder för ekonomi och kultur. Ye Yonglie, Tong Enchang, Liu Xingshi och Xiao Jianheng blev dömda för förtal och science fiction-genren dog nästan sotdöden under denna kampanj. Science fiction på fastlandet har ännu inte återhämtat sig efter denna chock.

### Taiwan
Under Kulturrevolutionens intensivaste år skapade Taiwans främste SF-författare Huang Hai sina mest kända publikationer:
- Hangxiang Wuyade Lucheng (”En gränslös resa”) (1968), debutverket
- 10101 (”Året 10101”) (1969), ansedd som hans bästa
- Xinshiji Zhelu (”Färd mot en ny era”) (1972)

Huang prisas allmänt för sin höga litterära kvalitet och kluriga vetenskapliga spekulation.
I Taiwan utger Dr Zhang Xiguo SF-magasinet ”Huanxing” (”Hägring”). Zhang är en datavetenskapare som undervisar på University of Pittsburgh i USA, men hyser stort intresse för utvecklingen av kinesisk SF. Han har själv publicerat ett dussintal titlar.

## Från 1990- till  2020-talet
Åren 1991 och 2000, anordnade kineserna internationella science fiction-kongresser i Chengdu respektive Beijing.
Från 2000 har kvaliteten på science fiction-litteraturen försämrats samtidigt som fantasyns roll har vuxit. Science fiction har som ofta befunnit sig bortom myndigheternas direkta övervakning och den Kinesiska science fiction litteraturen kunde på 2010-talet börja experimentera med diverse ideologisk, litterär och politisk motiv och har under senare delen av 2010-talet uppmärksammats både nationellt och internationellt framför allt genom författare som Liu Cixin och Hao Jingfang.
I Kina bottnar fenomenet i SF Worlds försäljningsstrategi att fokusera uppmärksamheten på en yngre läsekrets.